# 화산력

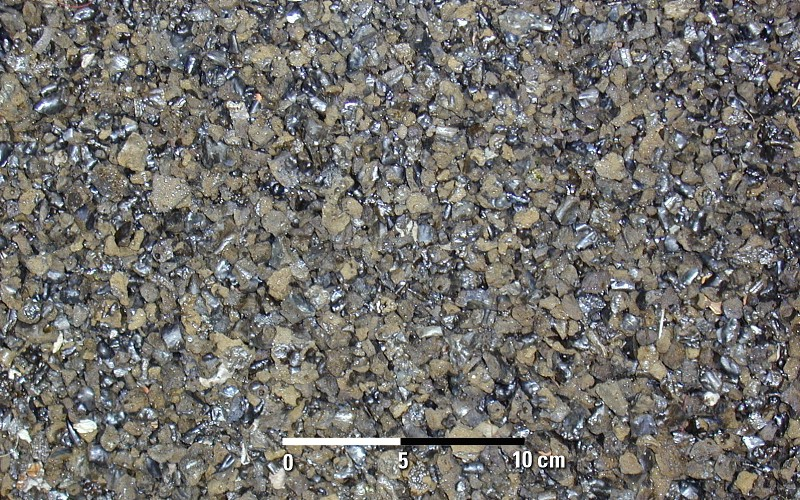
킬라우에아산의 화산력

화산력(火山礫), 화산성 자갈, 라필리(Lapilli)는 화산 분출 중 또는 일부 충돌사건 중에 대기 밖으로 떨어지는 물질인 테프라의 크기 분류의 하나이다. '라필리'의 복수형은 라필루스(lapillus)이며 라틴어로는 "작은 돌들"을 의미한다.
정의상 화산력의 지름은 2~64밀리미터에 이른다. 지름 64밀리미터를 초과하는 화산 쇄설물은 녹았을 때 화산탄으로 부르며 고체일 때는 화산암괴로 부른다. 지름 2밀리미터 미만 입자의 물질은 화산재로 부른다.

## 같이 보기
- 용결응회암
- 스코리아